# David Goodall
David William Goodall né le 4 avril 1914 à Edmonton (Royaume-Uni) et mort le 10 mai 2018 à Liestal (Suisse) est un botaniste australien, précurseur de l'utilisation de méthodes statistiques dans l'étude de la croissance et l'évolution des plantes. Il était chercheur et enseignant en Angleterre, Australie, Ghana et États-Unis.
Lorsqu'il devint centenaire, il était alors réputé comme étant le scientifique australien le plus âgé encore en activité. Militant pour la légalisation de l’euthanasie volontaire, il décide à l'âge de 104 ans de partir en Suisse pour y mourir par suicide assisté après avoir médiatisé sa démarche.

## Enfance et scolarité
David William Goodall naît le 4 avril 1914 à Edmonton, un arrondissement de nord de Londres. En 1935, il obtient son baccalauréat scientifique puis étudie au collège impérial de Londres. Sa thèse PhD l’amène à faire des recherches sur des plants de tomates sur le site expérimentale d'East Malling dans le Kent.

## Recherche et carrière
En 1948, il part pour l'Australie car nommé lecteur en botanique à l'université de Melbourne. Il obtient son doctorat en science en 1953. De 1952 à 1954, il occupe un poste à l’université de Côte-de-l'Or (désormais le Ghana) pour y mener des études sur le cacao. Il enseignera successivement la botanique puis les écosystèmes à l'université de Reading, l'université de Californie à Irvine et l'université d'État de l'Utah. Il est membre de l'équivalent australien du CNRS (le CSIRO) jusqu'à sa retraite en 1979.
En 2016, il fait les gros titre de la presse car il tente de s'opposer à son éviction de l'université Edith Cowan de Perth où il exerçait encore comme chercheur associé honoraire. L'université justifiait ce départ en raison de l'âge très avancé de Goodall et des risques importants liés à ses déplacements. Mais face à l'émoi de la communauté scientifique, y compris internationale, l'université Edith Cowan était revenue sur sa décision. 

## Décès médiatisé
Bien que ne souffrant d'aucune maladie en phase terminale, mais estimant qu'il est temps pour lui de partir car jugeant que sa qualité de vie s’était détériorée, David Goodall rejoint l'association Exit International pour militer la légalisation de l’euthanasie volontaire en Australie.

« Je regrette profondément d'avoir atteint mon âge. [...] Je ne suis pas heureux. Je veux mourir. Ce n'est pas particulièrement triste. Ce qui est triste c'est d'en être empêché. Mon sentiment c'est qu'une personne âgée comme moi doit bénéficier de ses droits de citoyen pleins et entiers, y compris du droit à l'aide au suicide. »

— David Goodall
Mais les autorités australiennes rejettent sa demande.  Grâce à une campagne de financement participatif ayant recueilli plus de 17 000 dollars australiens, il s'envole alors pour la Suisse, pays où l’assistance au suicide est légale. Le 9 mai 2018, il donne une conférence de presse pour médiatiser sa démarche. Le lendemain, dans un appartement de la fondation suisse Eternal Spirit à Liestal, on lui place une intraveineuse dans son bras, puis il ouvre lui-même la valve qui libère un puissant sédatif. David Goodall meurt alors devant ses proches d'un arrêt cardiaque, conformément à ses souhaits.

« J’aurais préféré terminer en Australie et je regrette vraiment que l’Australie soit en retard sur la Suisse. [...] 
J’aimerais bien qu’on se souvienne de moi comme quelqu’un qui a contribué à libérer les personnes âgées de la nécessité de poursuivre leur vie à tout prix. »

— David Goodall
L'assistance au suicide demeure illégale en Australie, mais à la suite de la médiatisation de la démarche de David Goodall, l’État de Victoria légalise en 2018  la mort assistée pour les malades en phase terminale ayant une espérance de vie inférieure à six mois. Cette nouvelle législation est entrée en vigueur en juin 2019.